# Jõhvi
Jõhvi (německy Jewe) je estonské město ležící na severovýchodě země asi 50 km od hranice s Ruskem. Je správním centrem kraje Ida-Virumaa, avšak jako město nemá vlastní samosprávu a je součástí obce Jõhvi. Estonské obyvatelstvo je ve městě v menšině, 58 % obyvatel tvoří imigranti z rusky mluvících oblastí bývalého Sovětského svazu.

## Dějiny
První zmínka o vesnici Jõhvi (Gevi) pochází z dánské účetní knihy z roku 1241. Jejím vlastníkem byl tehdy dánský král. Ve 13. století byl postaven první kostel, který však padl roku 1367 za oběť bojům mezi křižáky a Rusy. Na jeho místě vyrostl nový, opevněný kostel svatého Michala. První zmínka o místním panském statku pochází z roku 1491. Jeho budova se však nedochovala — v roce 1944 ji zničila ustupující německá vojska.
Pro rozvoj Jõhvi byl důležitý rok 1782, kdy byla do té doby po pobřeží procházející cesta mezi Tallinnem a Petrohradem přeložena do vnitrozemí. Právě v Jõhvi se z ní oddělovala cesta na jih — do Tartu a Rigy. Ve stejném roce byla postavena místní poštovní stanice. Dalším důležitým impulsem byla stavba železnice roku 1870. Od té doby se začalo Jõhvi rychle rozrůstat. V roce 1917 obdrželo status městyse a v roku 1938 bylo povýšeno na město.
Na konci druhé světové války bylo Jõhvi těžce poničeno. Jeho obnova se nesla v duchu typické socialistické výstavby té doby. V roce 1947 byl v těsné blízkosti města otevřen povrchový důl na ropné břidlice. Když byly v roce 1960 administrativním rozhodnutím sloučeny všechny obce v oblasti těžby břidlic do aglomerace Kohtla-Järve, stalo se Jõhvi její součástí. Město se opět osamostatnilo roku 1991, roku 2005 pak bylo sloučeno s venkovskou obcí Jõhvi v dnešní obec Jõhvi.

## Pamětihodnosti
Jedinou historickou památkou v Jõhvi je původně gotický, jednolodní kostel sv. Michala (Mihkli kirik). V 16. století byl přestavěn a z té doby také pochází kostelní věž. V roce 1728 dostala věž novou barokní vrcholovou část. Nynější neogotický vzhled získal kostel roku 1875. Jedná se o největší jednolodní kostel v Estonsku.
Pěkný je též moderní koncertní sál architektů Ra Luhseho a Tanela Tuhala z roku 2005.

## Partnerská města
- Loimaa, Finsko, 1997
- Uddevalla, Švédsko, 1997
- Kingisepp, Rusko, 1999
- Thisted, Dánsko, 2000
- Skien, Norsko, 2003
- Olecko, Polsko, 2006
- Lypovec, Ukrajina, 2012